# Mikroskop akustyczny
Mikroskop akustyczny – przyrząd wykorzystujący fale ultradźwiękowe (o częstotliwości do kilku GHz) do otrzymywania powiększonego obrazu elementów struktury ośrodka sprężystego. Głównymi elementami są: 1 lub 2 (mikroskop akustyczny odbiciowy) soczewki akustyczne, urządzenie skanujące oraz przetwornik piezoelektryczny.
Zastosowania:
- badanie nieprzezroczystych makroobiektów,
- badanie na poziomie tkanek i komórek,
- poznanie lepkości, elastyczności poszczególnych części komórek i prześledzenie ich zmian w cyklu komórkowym,
- rozwiązywanie problemów związanych z ruchem cytoplazmy, która zależy od jej własności mechanicznych.